# 131 T Ouest 3801 à 3850 et État 32.551 à 32.620

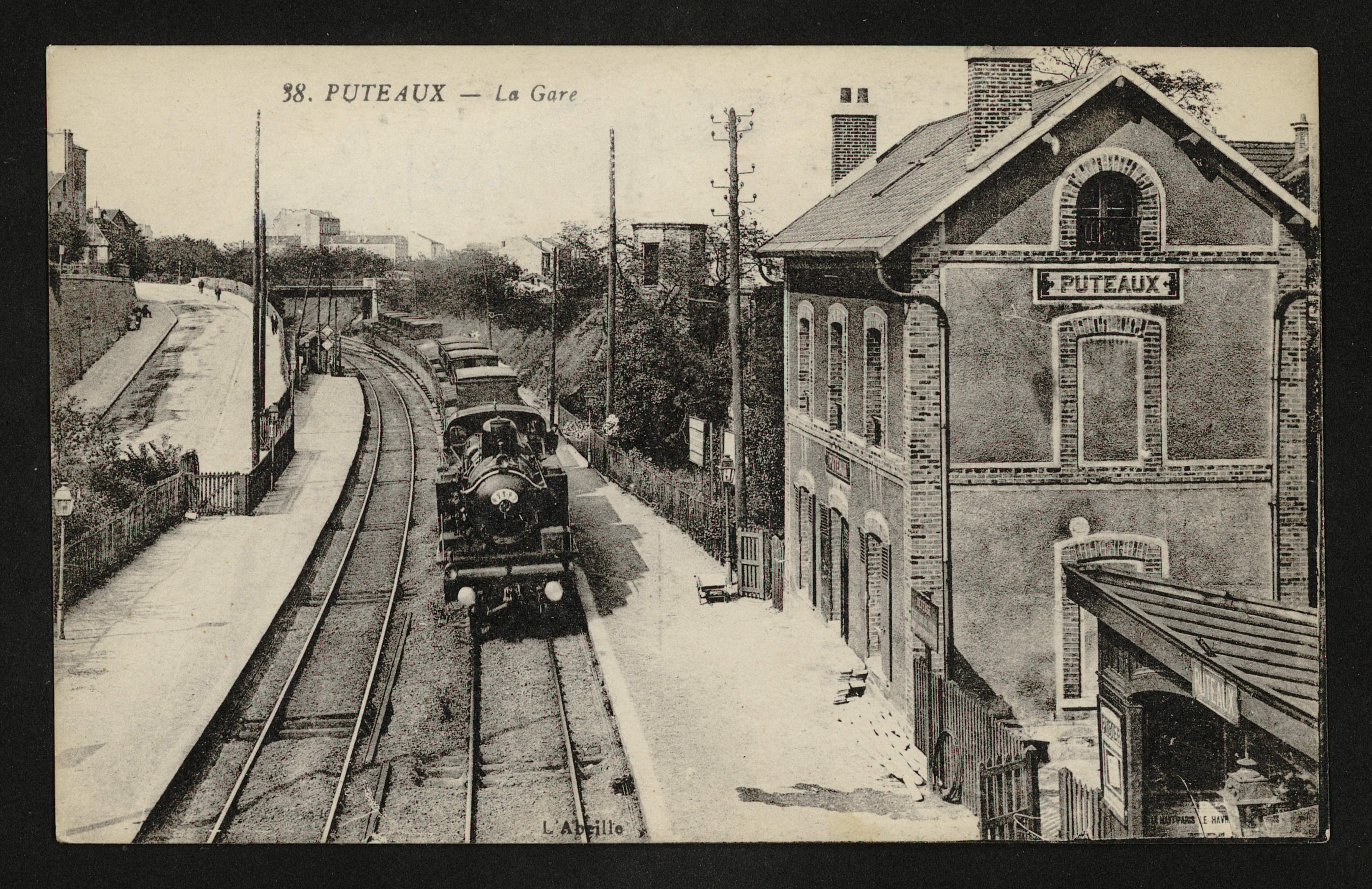
Une machine de la série en gare de Puteaux.

Les 131 T Ouest 3801 à 3850 et État 32.551 à 32.620 sont des locomotives tender construites pour la compagnie des chemins de fer de l'Ouest, affectées aux trains de voyageurs.

## Histoire
Une série de 50 locomotives est livrée en 1908 à la compagnie de l'Ouest pour les services de banlieue autour de Paris.
Les machines sont numérotées à la compagnie de l'Ouest 3801 à 3850. En 1909, lors du rachat de la compagnie de l'Ouest par les chemins de fer de l'État, elles deviennent 32.501 à 32.550, 
La série est complétée par une commande de 70 unités effectuée par les chemins de fer de l’État. Les locomotives sont numérotées 32 551 à 32-620 à la suite des premières.
En 1938, lors de la création de la SNCF, les locomotives sont immatriculées 3-131 TA 501 à 620.
La série disparait au milieu des années 60.

## Livraisons

### Pour la compagnie de l'Ouest
- N° 3801-3820, livrées en 1907 par la SACM (usine de Belfort)
- N° 3821-3850, livrées en 1908 par la Société française de constructions mécaniques.

### Pour les chemins de fer de l’État
- N° 32-551 à 32-570, livrées en 1910 par la Société française de constructions mécaniques
- N° 32-571 à 32-600, livrées en 1910 par la Société Fives-Lille
- N° 32-571 à 32-600, livrées en 1911 par la Société franco-belge

## Caractéristiques
- Longueur : 12 m
- Diamètre des roues motrices : 1 539 mm
- Diamètre des roues porteuses : 960 mm
- Pression dans la chaudière : 15 kg/cm2
- Diamètre des cylindres haute pression : 340 mm
- Diamètre des cylindres basse pression : 530 mm
- Course des cylindres : 600 mm
- Surface de grille : 2,52 m2
- Surface de chauffe : 179,10 m2
- Empattement des roues motrices : 4,35 m
- Empattement total : 8,95 m
- Poids de la locomotive : 74 t[4]
- Vitesse maximum : 90 km/h